# Tetratheca thymifolia
Tetratheca thymifolia är en tvåhjärtbladig växtart som beskrevs av James Edward Smith. Tetratheca thymifolia ingår i släktet Tetratheca och familjen Elaeocarpaceae. Inga underarter finns listade i Catalogue of Life.